# ISO 3166-2:IQ
ISO 3166-2:IQ es la entrada para Irak en ISO 3166-2, parte de los códigos de normalización ISO 3166 publicados por la Organización Internacional de Normalización (ISO), que define los códigos para los nombres de las principales subdivisiones (p.ej., provincias o estados) de todos los países codificados en ISO 3166-1.
En la actualidad, para Irak los códigos ISO 3166-2 se definen para 19 gobernaciones.
Cada código consta de dos partes, separadas por un guion. La primera parte es IQ, el código ISO 3166-1 alfa-2 para Irak. La segunda parte tiene dos letras.

## Códigos actuales
Los nombres de las subdivisiones se ordenan según el estándar ISO 3166-2 publicado por la Agencia de Mantenimiento ISO 3166 (ISO 3166/MA).
Pulsa sobre el botón en la cabecera para ordenar cada columna.
| Código | Nombre de la subdivisión (ar) (BGN/PCGN 1956) | Nombre de la subdivisión (ku) (BGN/PCGN 2007) | Nombre de la subdivisión (es) |
| ------ | --------------------------------------------- | --------------------------------------------- | ----------------------------- |
| IQ-AN  | Al Anbār                                      |                                               | Ambar                         |
| IQ-AR  | Arbīl                                         | Hewlêr                                        | Erbil                         |
| IQ-BA  | Al Başrah                                     |                                               | Basora                        |
| IQ-BB  | Bābil                                         |                                               | Babilonia                     |
| IQ-BG  | Baghdād                                       |                                               | Bagdad                        |
| IQ-DA  | Dahūk                                         | Dihok                                         | Duhok                         |
| IQ-DI  | Diyālá                                        |                                               | Diala                         |
| IQ-DQ  | Dhī Qār                                       |                                               | Di Car                        |
| IQ-HA  | Halabja                                       |                                               | Halabja                       |
| IQ-KA  | Karbalā’                                      |                                               | Kerbala                       |
| IQ-KI  | Kirkūk                                        |                                               | Kirkuk                        |
| IQ-MA  | Maysān                                        |                                               | Mesena                        |
| IQ-MU  | Al Muthanná                                   |                                               | Mutana                        |
| IQ-NA  | An Najaf                                      |                                               | Nayaf                         |
| IQ-NI  | Nīnawá                                        |                                               | Nínive                        |
| IQ-QA  | Al Qādisīyah                                  |                                               | Cadisia                       |
| IQ-SD  | Şalāḩ ad Dīn                                  |                                               | Saladino                      |
| IQ-SU  | As Sulaymānīyah                               | Slêmanî                                       | Solimania                     |
| IQ-WA  | Wāsiţ                                         |                                               | Wasit                         |

## Cambios
Los siguientes cambios a la entrada figuran en el listado del catálogo en línea de la ISO:
| Fecha real del cambio | Breve descripción del cambio |
| --------------------- | --- |
| 3 de marzo de 2022    | Se añade la categoría de región en inglés, francés, árabe y kurdo; Se añade la región IQ-KR; Se asigna la misma subdivisión para IQ-AR, IQ-DA, IQ-SU; Se actualizan el código y la lista de origen |